# 祸港四人帮
「祸港四人帮」是指始于2019年香港反修例運動期间，中华人民共和国官方媒体如新华社、《人民日报》和中央电视台等，对四位持不同政见者黎智英、李柱銘、陳方安生及何俊仁的并称，为四人贴上“叛國”标签。其中，壹傳媒创办人黎智英被指为“祸港四人帮之首”。
2020年4月，李柱铭、何俊仁、黎智英被以非法集结罪名拘捕，次年4月被判有罪。2020年8月，黎智英被以勾结外国势力罪名拘捕。2021年9月，何俊仁因其在香港市民支援愛國民主運動聯合會（支联会）的作用，被控煽动颠覆国家政权罪。

## 评价
中国民运人士王丹表示，此宣传口径与镇压“六四事件”手法如出一辙。
法国国际广播电台香港特约记者甄树基称，新华网官方微博使用漫画对此四人作出人身攻击，是回到文化大革命时代的批斗手法。
复旦大学中国研究院院长张维为接受央视《热评》采访时指出，整个抗议过程中“祸港四人帮”和美国、英国的领馆人员一直在接触。